# Amecameca
Amecameca és un dels 125 municipis de l'estat de Mèxic que està a l'orient de l'estat. Limita al nord i a l'oest amb el municipi de Chalco, al sud amb Ayapango i a l'est amb l'estat de Puebla. La paraula Amecameca, originalment Amaquemecan, prové del nàhuatl. És compost dels mots amatl, que vol dir paper; queman, que significa assenyalar o indicar, i el sufix can, que es tradueix com a lloc. Per tant, Amaquemecan seria «lloc on els papers assenyalen o indiquen alguna cosa».

## Història

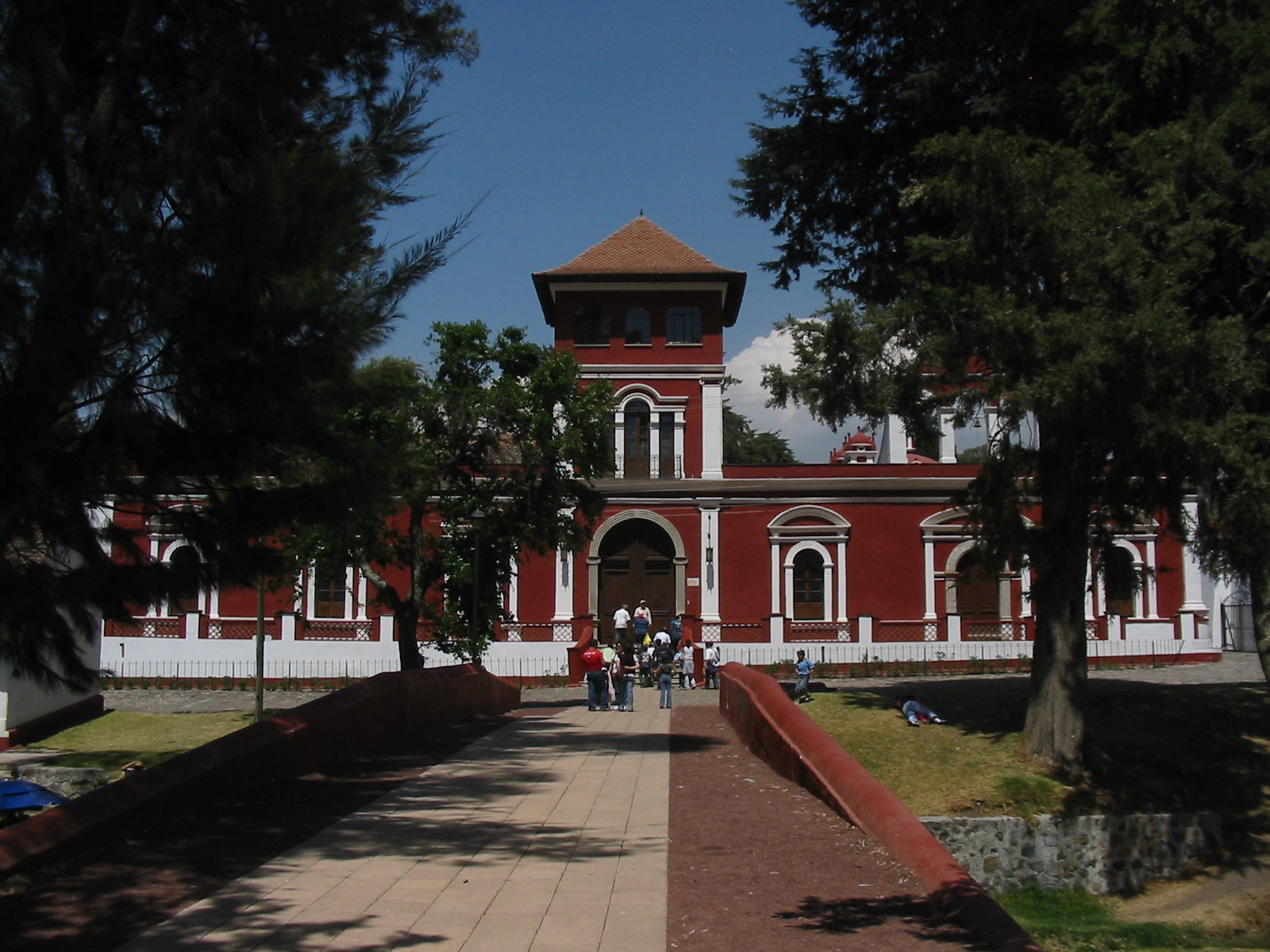
Hisenda de Panoaya

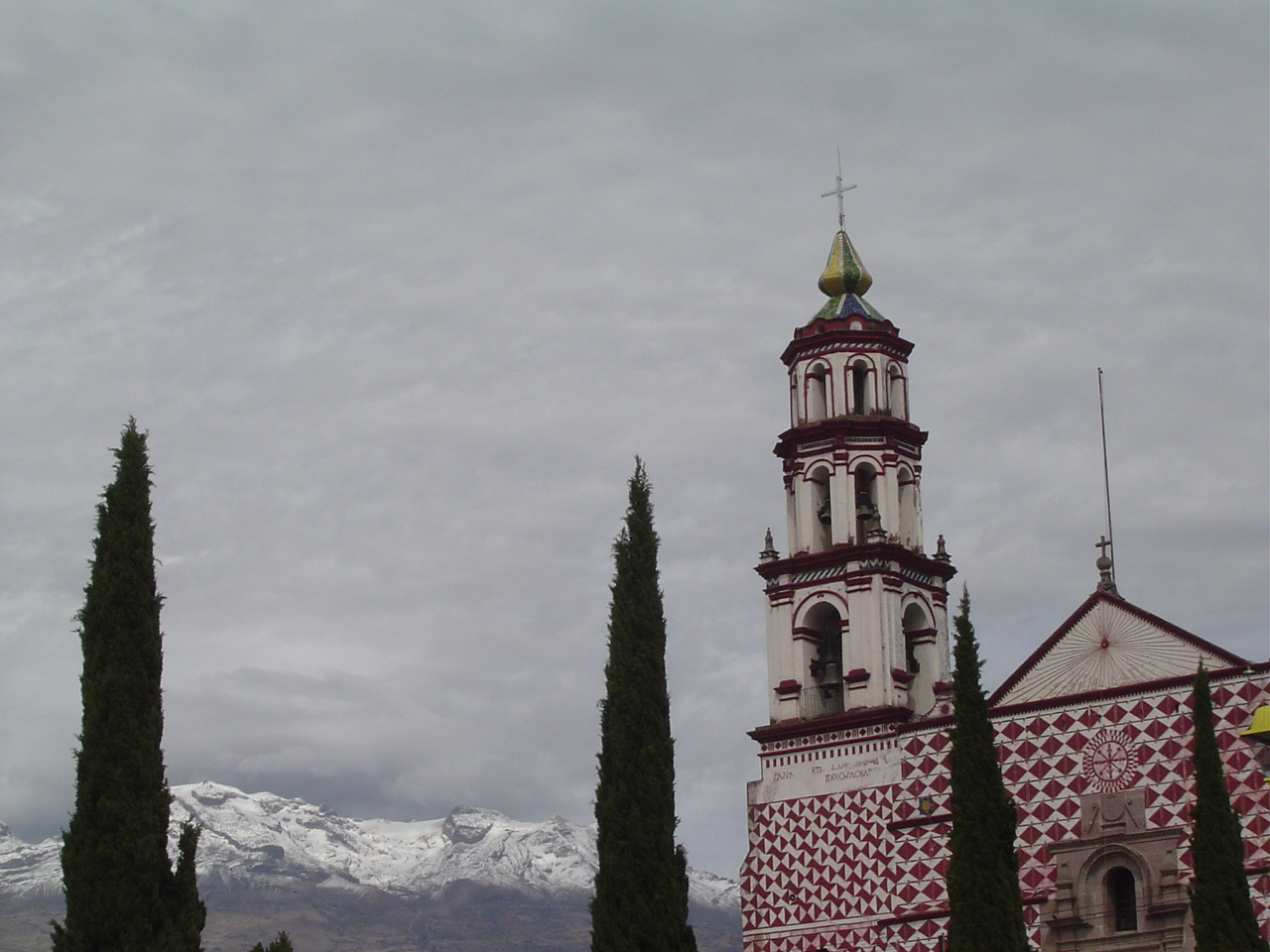
Església en Amécameca.

Amecameca va ser poblat pels txitximeques cap al segle xiii. Els totolimpanecas i els tenancas, tots dos grups txitximeques, van ser els primers pobladors de la regió per aquesta època. Temps després, cap a 1465, la zona va ser sotmesa al domini polític dels mexiques.
Durant l'època prehispànica va ser un centre religiós i polític regional destacable, a més de tenir una gran densitat poblacional. A l'arribada dels colons espanyols al segle xvi, hi havia aproximadament una població de 25.000 persones.
Després de l'ocupació espanyola, la regió va passar a ser una zona agrícola, en la qual es produïen blat de moro i pulque. Poc després es va convertir en una important zona comercial, pròxima a la capital de la Nova Espanya.
Després de la guerra d'Independència, en la qual els indígenes de Amecameca participar activament, la població va passar a ser una important regió de la Vall de Mèxic. El 1861 va rebre el nom de Villa de Amecameca.